# Шольц, Хильдемар Вольфганг
Хильдемар Вольфганг Шольц (нем. Hildemar Wolfgang Scholz, 1928—2012) — немецкий ботаник, главным образом агростолог.

## Биография
Родился в Берлине 27 мая 1928 года. Окончил школу в 1947 году, после чего не был принят в Берлинский университет. В 1949 году поступил в Свободный университет Берлина. В 1950 году познакомился с Ильзой Раймерс, дочерью бриолога Германа Раймерса, впоследствии женился.
Первая публикация (1954) была посвящена находке грибка Glomosporium leptideum в Баварии. Последняя работа была напечатана в 2011 году, в ней описывались находки Urochloa panicoides и Eragrostis cilianensis subsp. starosselskyi в Иране.
В 1956 году защитил докторскую диссертацию, в которой описывал адвентивные растения, колонизировавшие разрушенные войной ландшафты Берлина и окрестностей. В течение восьми лет работал научным ассистентом в Институте ботанической систематики и географии растений, полгода занимался сбором растений в Чаде.
С 1964 года Шольц работал в Ботаническом музее Берлин-Далем, в 1970 году стал хранителем, в 1972 году — главным хранителем. С 1972 года преподавал в звании приват-доцента в Институте ботанической систематики и географии растений, в 1976 году стал экстраординарным профессором.
В 1970 году ездил в ботаническую экспедицию в Ливию.
С 1979 по 1985 год Х. Шольц был главным редактором журнала Willdenowia. В 1983 году он возглавил научно-исследовательский отдел Берлинского ботанического музея.
В 1993 году Хильдемар Шольц ушёл на пенсию. 5 июня 2012 года он скончался вследствие неудачного падения у себя дома несколькими неделями ранее.

## Некоторые научные работы
- Scholz, H. Die Artengruppe Stipa pennata L. in Frankreich, in der Schweiz und angrenzenden Gebieten (нем.) // Willdenowia : magazin. — 1968. — Bd. 4. — S. 299—315.
- Scholz, H. Einige botanische Ergebnisse einer Forschungsreise in die libysche Sahara (нем.) // Willdenowia : magazin. — 1972. — Bd. 6. — S. 341—369.
- Scholz, H. Der Stipagrostis plumosa-Komplex in Nord-Afrika (неопр.) // Willdenowia. — 1971. — Т. 6. — С. 519—552.
- Scholz, H. Der Bromus pectinatus-Komplex im Nahen und Mittleren Osten (нем.) // Botanische Jahrbücher für Systematik, Pflanzengeschichte und Pflanzengeographie : magazin. — 1991. — Bd. 102. — S. 471—495.
- Böhling, N. & Scholz, H. The Gramineae (Poaceae) flora of the Southern Aegean islands (Greece). Checklist, new records, internal distribution (англ.) // Ber. Inst. Landschafts-Pflanzenökol.Univ. Hohenheim : journal. — 2003. — Vol. 16. — P. 1—88.

## Виды, названные в честь Х. Шольца
- Lolium scholzii Greuter, 2012
- Stipa scholzii Valdés, 2006, nom. nov.